# Hansen Point
Der Hansen Point ist eine Landspitze an der Nordküste der Insel Südgeorgien im Südatlantik. Am Westufer des Leith Harbor liegt sie zwischen dem Factory Point und dem Harbour Point.
Die Benennung erfolgte im Zuge von Vermessungsarbeiten bei den britischen Discovery Investigations zwischen 1927 und 1929. Namensgeber ist vermutlich der Norweger Leganger Hansen (1883–1948), zu jener Zeit Manager der Walfangstation Leith Harbour.